# Thyreodon affinis
Thyreodon affinis är en stekelart som beskrevs av Cresson 1865. Thyreodon affinis ingår i släktet Thyreodon och familjen brokparasitsteklar. Inga underarter finns listade i Catalogue of Life.